# Jonathan Evans (Politiker)

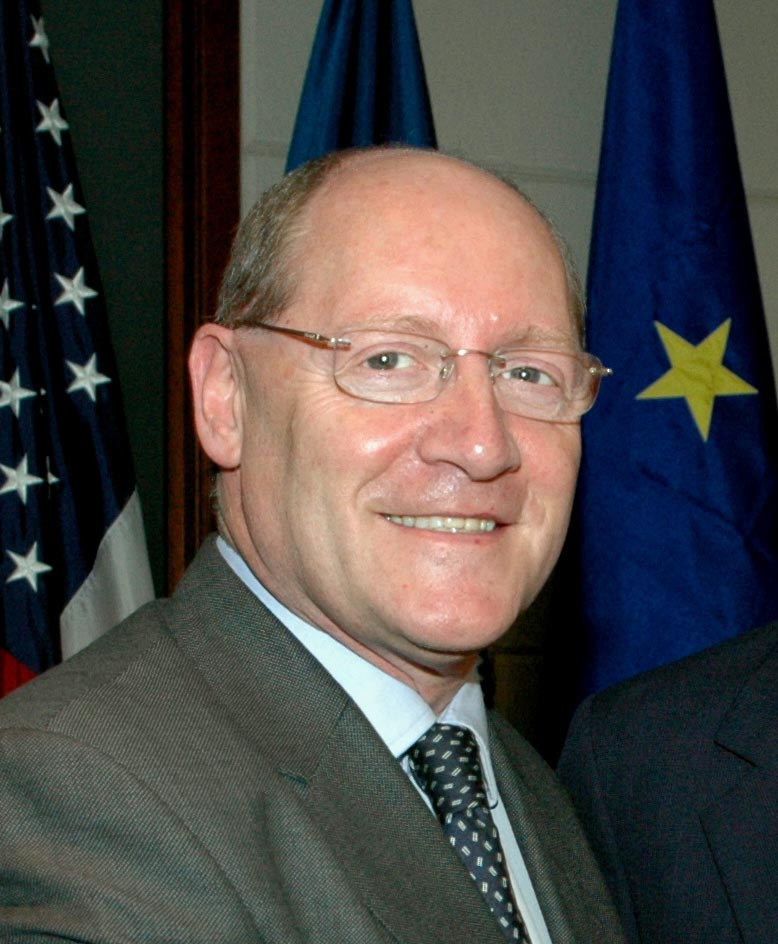
Jonathan Evans (2007)

Jonathan Evans, FRSA (geboren am 2. Juni 1950 in Tredegar, Wales) ist ein ehemaliger britischer Politiker. Er war für die Conservative Party Mitglied im britischen Unterhaus und Europaabgeordneter sowie Mitglied des Vorstands der Europäischen Volkspartei.

## Berufliche Laufbahn
Nach dem Ende seiner Schulausbildung, die Evans in Pengam und Cardiff absolvierte, studierte er in Rechtswissenschaften in Guildford und London. Anschließend arbeitete er bis zu seinem Wechsel in die Politik in einer Kanzlei in Cardiff als Solicitor. Zusätzlich war Evans stellvertretender Vorsitzender beim Wohnungsbauunternehmen Tai Cymru.

## Politische Laufbahn
Evans hatte ab Februar 1974 mehrfach in verschiedenen Wahlkreisen vergeblich für einen Sitz im britischen Unterhaus kandidiert. Erst im April 1992 gelang ihm für Brecon und Radnor der Sprung ins Parlament. Hier war er Mitglied der Ausschüsse für Wales sowie für Gesundheit und Soziales. Ab Oktober 1994 war er, mit einer zeitweiligen Unterbrechung als Unter-Staatssekretär Mitglied der Regierung, zunächst beim Ministerium für Handel und Industrie, später beim Lordkanzler und schließlich beim Welsh Office. Bereits bei der nächsten Unterhauswahl 1997 verlor er sein Mandat wieder. Anschließend übernahm Evans die Leitung der Versicherungsabteilung der Londoner Niederlassung von Eversheds.
Bei der EU-Wahl im Juni 1999 konnte Evans für den Wahlkreis Wales ins Europaparlament einziehen, das Mandat konnte er im Juni 2004 verteidigen. Dort war er unter anderem stellvertretender Vorsitzender des Ausschusses für auswärtige Angelegenheiten sowie Vorsitzender der Delegation für die Beziehungen zu den Vereinigten Staaten.
Zur Europawahl 2009 verzichtete Evans auf eine erneute Kandidatur und bewarb sich stattdessen erneut um einen Sitz im britischen Unterhaus. Im Mai 2010 konnte er der Labour-Abgeordneten Julie Morgan den Wahlkreis Cardiff North mit einem Vorsprung von 194 Stimmen abnehmen. Für die folgende Unterhauswahl im Mai 2015 verzichtete Evans auf eine erneute Kandidatur. Er begründete dies damit, dass ihm eine damit verbundene Amtsperiode bis 2020 zu lange wäre. Den Wahlkreis konnte Craig Williams für die Konservativen verteidigen.

## Sonstiges
Evans ist seit 1995 Mitglied der Royal Society of Arts. Er ist verheiratet, mit seiner Frau Margaret hat er zwei Töchter und einen Sohn.